# Raimon Geronella
Raimon Gironella fou organista de la catedral de Girona entre els anys 1368 i 1406, va ser beneficiat de la Seu. Rebia un sou de quinze lliures anuals per tocar l'orgue durant determinades festivitats de l'any. Les primeres dades sobre organistes a la catedral es remeten a Gironella.